# Thompsonella
Thompsonella é um género botânico pertencente à família Crassulaceae.
1. ↑  «Thompsonella — World Flora Online». www.worldfloraonline.org. Consultado em 19 de agosto de 2020